# 林務委員會
林務委員會（英語：Forestry Commission）是英國政府的一個非內閣部門，負責管理國有森林以及監管英格蘭的公共和私人林業。2013年4月1日以前，林務委員會還負責管理威爾斯和蘇格蘭的林業。
2013年4月1日，威爾斯林業委員會與其他機構合併，成為威爾斯自然資源局，2019年4月1日在蘇格蘭成立了兩個新機構（蘇格蘭林業和土地局以及蘇格蘭林業局）。
林務委員會成立於1919年，旨在擴大英國的林地，這些林地在第一次世界大戰期間已嚴重枯竭。林務委員會代表國家購買了大量農業用地，最終成為英國最大的土地管理者。如今，林務委員會分為三個部門：英格蘭林務部、林務委員會和林務研究部。隨著時間的推移，林務委員會的目的擴大到包括木材生產以外的許多其他活動。其中一項主要活動是科學研究，其中一些活動是在英國各地的實驗林場中進行的。有一些戶外活動正在積極推廣中。保護和改善英格蘭森林的生物多樣性也是林務委員會職責的一部分。
林務委員會因其對針葉樹的依賴而受到批評，公眾特別擔憂針葉樹的相同外觀以及其缺乏生物多樣性。1993年和2010年林務委員會曾嘗試私有化，這引發了公眾和環保團體的強烈抗議。

## 角色
在為蘇格蘭設立獨立機構之前，林務委員會管理著英格蘭和蘇格蘭近70萬公頃（約170萬英畝）的土地，使其成為該國最大的土地管理者。林務委員會主要管理的土地大部分位於蘇格蘭（70%），另外的30%在英格蘭。林務委員會在林地上開展包括維護和改善自然環境以及提供娛樂、採伐木材以供應國內工業之需求。其職責還包括在森林採伐區重新種植林木。
1919年成立林務委員會的主要原因是森林砍伐，當時的政府希望創造戰略木材資源。自那時以來，森林覆蓋率增加了一倍。林務委員會希望實現到2060年英國的森林覆蓋率達到12%的目標。
林務委員會也是英格蘭負責監管私人林業的政府機構；未經委員會許可，砍伐森林通常是非法的 該委員會還負責鼓勵新的私人森林之生長和發展。

## 外部連結
- 官方网站